# Bibliotekarz III: Klątwa kielicha Judasza

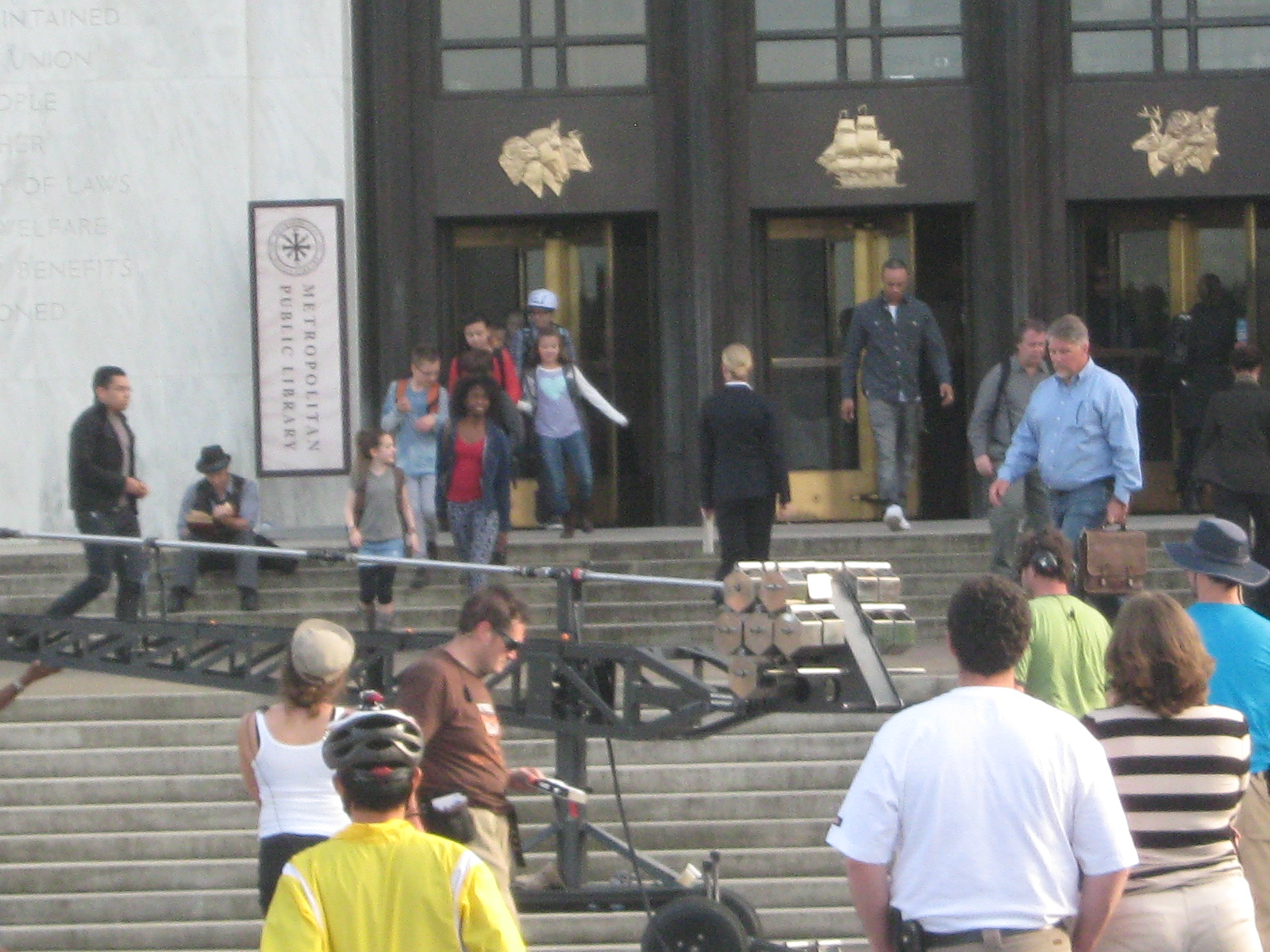
Kapitol Stanowy Oregonu, posłużył kilkakrotnie filmowcom jako Biblioteka Miejska.

Bibliotekarz III: Klątwa kielicha Judasza – film przygodowy z roku 2008. Kontynuacja losów bibliotekarza przedstawionych w filmach Bibliotekarz: Tajemnica włóczni oraz Bibliotekarz II: Tajemnice kopalni króla Salomona.
Film znany jest też w Polsce pod alternatywnym tytułem: Bibliotekarz III: Przeklęty kielich Judasza.

## Fabuła
Bibliotekarz Flynn Carsen cierpi z powodu samotności. Współpracownicy namawiają go, by udał się na urlop. Flynn postanawia wykorzystać wolny czas na odwiedzenie Nowego Orleanu, gdyż miasto to częstokroć pojawiało się w jego niepokojących wizjach. Tam poznaje piękną kobietę, która ostatnio często widywał we śnie. Nie wie, że kryje ona mroczną tajemnicę. W tym czasie w mieście pojawiają się przedstawiciele rosyjskiego rządu poszukujący ciała Drakuli oraz cennego artefaktu – Kielicha Judasza.

## Obsada
- Noah Wyle: Flynn Carsen
- Stana Katic: Simone Renoir
- Bob Newhart: Judson
- Jane Curtin: Charlene
- Bruce Davison: Professor Lazlo/Vlad
- Dikran Tulaine: Sergei Kubichek
- Jason Douglas: Ivan
- Joe Knezevich: Mason